# 33454 Neilclaffey
33454 Neilclaffey este o planetă minoră (asteroid), cu un diametru de 2,973 km, din centura de asteroizi. A fost descoperită pe 19 martie 1999 la Experimental Test Site⁠(d) de Lincoln Near-Earth Asteroid Research. 
Obiectul prezintă o orbită caracterizată de o semiaxă mare de 2,3156196 UAi, o excentricitate de 0,17, o înclinație de 5,15948 ° în raport cu ecliptica.